# Platyptilia tesseradactyla
Platyptilia tesseradactyla là một loài bướm đêm thuộc họ Pterophoridae. Nó được tìm thấy ở miền bắc và miền trung châu Âu, phía đông đến Nga. In Na Uy it is found up to 70° miền bắc latitude. Nó cũng được tìm thấy ở Hoa Kỳ và Canada.
Sải cánh dài 17–20 mm. Con trưởng thành bay vào tháng 6 và tháng 7.
Ấu trùng ăn the stems của Helichrysum arenarium và Antennaria dioica.